# Melicertus similis
Melicertus similis is een tienpotigensoort uit de familie van de Penaeidae. De wetenschappelijke naam van de soort is voor het eerst geldig gepubliceerd in 2002 door Chanda & Bhattacharya.